# Каштанівка (Перекопський район)
Кашта́нівка (до 1948 року — Кара́-Меркі́т, крим. Qara Merkit) — село Перекопського району Автономної Республіки Крим. Розташоване на південному заході району.
Відстань від райцентру до населеного пункта становить 51 кілометрів по прямій.

## Населення
За даними перепису 2001 року населення села становило 99 осіб, з них 42,42 % зазначили рідною російську мову, 35,35 % — кримськотатарську, а 22,22 % — українську.